# Triathlon aux Jeux olympiques d'été de 2000
Navigation
Athènes 2004
Le triathlon aux Jeux olympiques d'été de 2000 à Sydney, Australie constitue la première apparition du ce sport aux Jeux.

## Épreuves disputées
Les distances olympiques sont :
- Natation - 1500 mètres
- Cyclisme - 40 kilomètres
- Course à pied - 10 kilomètres

## Résultats hommes
La compétition a eu lieu le 17 septembre 2000. 
| Position                            | Nom                       | Pays                   | Natation       | Cyclisme           | Course à pied  | Temps              | Écart           |
| ----------------------------------- | ------------------------- | ---------------------- | -------------- | ------------------ | -------------- | ------------------ | --------------- |
| Médaille d'or, Jeux olympiques      | Simon Whitfield           | Canada                 | 18 min 18 s 09 | 59 min 12 s 20     | 30 min 53 s 73 | 1 h 48 min 24 s 02 |                 |
| Médaille d'argent, Jeux olympiques  | Stephan Vuckovic          | Allemagne              | 18 min 35 s 59 | 58 min 52 s 10     | 31 min 09 s 89 | 1 h 48 min 37 s 58 | +13 s 56        |
| Médaille de bronze, Jeux olympiques | Jan Řehula                | République tchèque     | 18 min 11 s 89 | 59 min 13 s 50     | 31 min 21 s 25 | 1 h 48 min 46 s 64 | +22 s 62        |
| 4                                   | Dmitriy Gaag              | Kazakhstan             | 18 min 13 s 09 | 59 min 08 s 00     | 31 min 42 s 48 | 1 h 49 min 03 s 57 | +39 s 55        |
| 5                                   | Iván Raña                 | Espagne                | 18 min 12 s 39 | 59 min 10 s 40     | 31 min 48 s 09 | 1 h 49 min 10 s 88 | +46 s 86        |
| 6                                   | Miles Stewart             | Australie              | 18 min 20 s 49 | 58 min 59 s 60     | 31 min 54 s 43 | 1 h 49 min 14 s 52 | +50 s 50        |
| 7                                   | Olivier Marceau           | France                 | 18 min 11 s 69 | 58 min 12 s 40     | 32 min 53 s 94 | 1 h 49 min 18 s 03 | +54 s 01        |
| 8                                   | Reto Hug                  | Suisse                 | 18 min 17 s 49 | 59 min 12 s 31     | 31 min 51 s 50 | 1 h 49 min 21 s 30 | +57 s 28        |
| 9                                   | Simon Lessing             | Royaume-Uni            | 17 min 44 s 79 | 59 min 39 s 60     | 31 min 59 s 93 | 1 h 49 min 24 s 32 | +1 min 00 s 30  |
| 10                                  | Tim Don                   | Royaume-Uni            | 18 min 00 s 59 | 59 min 31 s 11     | 31 min 57 s 15 | 1 h 49 min 28 s 85 | +1 min 04 s 83  |
| 11                                  | Andriy Glushchenko        | Ukraine                | 18 min 09 s 79 | 59 min 29 s 90     | 31 min 50 s 48 | 1 h 49 min 30 s 17 | +1 min 06 s 15  |
| 12                                  | Andreas Raelert           | Allemagne              | 18 min 13 s 29 | 59 min 09 s 80     | 32 min 08 s 19 | 1 h 49 min 31 s 28 | +1 min 07 s 26  |
| 13                                  | Martin Krňávek            | République tchèque     | 18 min 11 s 39 | 59 min 21 s 60     | 32 min 05 s 02 | 1 h 49 min 38 s 01 | +1 min 13 s 99  |
| 14                                  | Leandro Macedo            | Brésil                 | 18 min 46 s 09 | 58 min 40 s 20     | 32 min 24 s 40 | 1 h 49 min 50 s 69 | +1 min 26 s 67  |
| 15                                  | Volodymyr Polikarpenko    | Ukraine                | 17 min 59 s 89 | 59 min 37 s 20     | 32 min 14 s 69 | 1 h 49 min 51 s 78 | +1 min 27 s 76  |
| 16                                  | Craig Watson              | Nouvelle-Zélande       | 18 min 05 s 09 | 59 min 18 s 50     | 32 min 38 s 26 | 1 h 50 min 01 s 85 | +1 min 37 s 83  |
| 17                                  | Hunter Kemper             | États-Unis             | 18 min 11 s 79 | 59 min 15 s 20     | 32 min 38 s 57 | 1 h 50 min 05 s 56 | +1 min 41 s 54  |
| 18                                  | Markus Keller             | Suisse                 | 18 min 38 s 29 | 58 min 51 s 20     | 32 min 45 s 76 | 1 h 50 min 15 s 25 | +1 min 51 s 23  |
| 19                                  | Carl Blasco               | France                 | 18 min 06 s 19 | 59 min 18 s 21     | 32 min 53 s 62 | 1 h 50 min 18 s 02 | +1 min 54 s 00  |
| 20                                  | Conrad Stoltz             | Afrique du Sud         | 18 min 47 s 39 | 57 min 38 s 60     | 33 min 58 s 40 | 1 h 50 min 24 s 39 | +2 min 00 s 37  |
| 21                                  | Takumi Obara              | Japon                  | 18 min 10 s 49 | 59 min 21 s 20     | 32 min 58 s 26 | 1 h 50 min 29 s 95 | +2 min 05 s 93  |
| 22                                  | Juraci Moreira            | Brésil                 | 18 min 49 s 49 | 58 min 45 s 41     | 33 min 09 s 89 | 1 h 50 min 44 s 79 | +2 min 20 s 77  |
| 23                                  | Eneko Llanos              | Espagne                | 18 min 44 s 39 | 58 min 43 s 90     | 33 min 20 s 06 | 1 h 50 min 48 s 35 | +2 min 24 s 33  |
| 24                                  | Jean-Christophe Guinchard | Suisse                 | 18 min 46 s 99 | 58 min 36 s 50     | 33 min 27 s 27 | 1 h 50 min 50 s 76 | +2 min 26 s 74  |
| 25                                  | Ryan Bolton               | États-Unis             | 18 min 31 s 49 | 59 min 06 s 70     | 33 min 14 s 76 | 1 h 50 min 52 s 95 | +2 min 28 s 93  |
| 26                                  | Hamish Carter             | Nouvelle-Zélande       | 17 min 48 s 19 | 59 min 37 s 10     | 33 min 31 s 88 | 1 h 50 min 57 s 17 | +2 min 33 s 15  |
| 27                                  | Craig Walton              | Australie              | 17 min 43 s 89 | 59 min 36 s 80     | 33 min 36 s 97 | 1 h 50 min 57 s 66 | +2 min 33 s 64  |
| 28                                  | Oscar Galíndez            | Argentine              | 18 min 50 s 59 | 59 min 20 s 60     | 32 min 48 s 29 | 1 h 50 min 59 s 48 | +2 min 35 s 46  |
| 29                                  | Johannes Enzenhofer       | Autriche               | 18 min 22 s 79 | 59 min 11 s 50     | 33 min 28 s 19 | 1 h 51 min 02 s 48 | +2 min 38 s 46  |
| 30                                  | Csaba Kuttor              | Hongrie                | 18 min 06 s 79 | 59 min 34 s 30     | 33 min 24 s 65 | 1 h 51 min 05 s 74 | +2 min 41 s 72  |
| 31                                  | Stéphan Bignet            | France                 | 18 min 01 s 59 | 59 min 36 s 10     | 33 min 34 s 46 | 1 h 51 min 12 s 15 | +2 min 48 s 13  |
| 32                                  | Alessandro Bottoni        | Italie                 | 18 min 48 s 79 | 58 min 44 s 21     | 33 min 45 s 13 | 1 h 51 min 18 s 13 | +2 min 54 s 11  |
| 33                                  | Vassilis Krommidas        | Grèce                  | 18 min 25 s 59 | 59 min 16 s 10     | 33 min 47 s 25 | 1 h 51 min 28 s 94 | +3 min 04 s 92  |
| 34                                  | Peter Robertson           | Australie              | 18 min 47 s 49 | 58 min 40 s 90     | 34 min 10 s 65 | 1 h 51 min 39 s 04 | +3 min 15 s 02  |
| 35                                  | Joachim Willén            | Suède                  | 17 min 48 s 89 | 59 min 43 s 20     | 34 min 08 s 71 | 1 h 51 min 40 s 80 | +3 min 16 s 78  |
| 36                                  | Hideo Fukui               | Japon                  | 17 min 57 s 29 | 59 min 32 s 50     | 34 min 35 s 00 | 1 h 52 min 04 s 79 | +3 min 40 s 77  |
| 37                                  | Gilberto González         | Venezuela              | 18 min 54 s 49 | 58 min 40 s 40     | 34 min 38 s 14 | 1 h 52 min 13 s 03 | +3 min 49 s 01  |
| 38                                  | Ben Bright                | Nouvelle-Zélande       | 18 min 14 s 99 | 59 min 11 s 80     | 34 min 50 s 47 | 1 h 52 min 17 s 26 | +3 min 53 s 24  |
| 39                                  | Armando Barcellos         | Brésil                 | 18 min 45 s 89 | 58 min 51 s 90     | 36 min 04 s 84 | 1 h 53 min 42 s 63 | +5 min 18 s 61  |
| 40                                  | Nick Radkewich            | États-Unis             | 18 min 44 s 09 | 58 min 54 s 50     | 36 min 06 s 04 | 1 h 53 min 44 s 63 | +5 min 20 s 61  |
| 41                                  | Matias Brain              | Chili                  | 18 min 56 s 59 | 58 min 46 s 30     | 36 min 02 s 01 | 1 h 53 min 44 s 90 | +5 min 20 s 88  |
| 42                                  | Eric Van der Linden       | Pays-Bas               | 18 min 22 s 19 | 59 min 10 s 40     | 36 min 59 s 45 | 1 h 54 min 32 s 04 | +6 min 08 s 02  |
| 43                                  | Rob Barel                 | Pays-Bas               | 18 min 34 s 69 | 1 h 03 min 32 s 00 | 33 min 30 s 00 | 1 h 55 min 36 s 69 | +7 min 12 s 67  |
| 44                                  | Jan Knobelauch Hansen     | Danemark               | 19 min 23 s 69 | 1 h 02 min 48 s 90 | 33 min 29 s 47 | 1 h 55 min 42 s 06 | +7 min 18 s 04  |
| 45                                  | Roland Melis              | Antilles néerlandaises | 19 min 21 s 19 | 1 h 02 min 47 s 80 | 34 min 02 s 96 | 1 h 56 min 11 s 95 | +7 min 47 s 93  |
| 46                                  | Hiroyuki Nishiuchi        | Japon                  | 18 min 15 s 79 | 1 h 03 min 57 s 20 | 34 min 46 s 77 | 1 h 56 min 59 s 76 | +8 min 35 s 74  |
| 47                                  | Mikhaïl Kouznetsov        | Kazakhstan             | 18 min 55 s 09 | 1 h 04 min 39 s 20 | 35 min 39 s 21 | 1 h 59 min 13 s 50 | +10 min 49 s 48 |
| 48                                  | Dennis Looze              | Pays-Bas               | 18 min 08 s 49 | 59 min 20 s 80     | 42 min 54 s 51 | 2 h 00 min 23 s 80 | +11 min 59 s 78 |
| -                                   | Andrew Johns              | Royaume-Uni            | 18 min 15 s 69 |                    |                | DNF                |                 |
|                                     | José María Merchán        | Espagne                | 18 min 55 s 49 |                    |                | DNF                |                 |
|                                     | Filip Ospaly              | République tchèque     | 18 min 07 s 79 |                    |                | DNF                |                 |
| -                                   | Mark Marabini             | Zimbabwe               | 20 min 41 s 39 |                    |                | DNF                |                 |

## Résultats femmes
La compétition a eu lieu le 16 septembre 2000.
| Position                            | Nom                        | Pays               | Natation       | Cyclisme           | Course à pied  | Temps              | Écart           |
| ----------------------------------- | -------------------------- | ------------------ | -------------- | ------------------ | -------------- | ------------------ | --------------- |
| Médaille d'or, Jeux olympiques      | Brigitte McMahon           | Suisse             | 19 min 44 s 58 | 1 h 05 min 42 s 30 | 35 min 13 s 64 | 2 h 00 min 40 s 52 |                 |
| Médaille d'argent, Jeux olympiques  | Michellie Jones            | Australie          | 19 min 43 s 88 | 1 h 05 min 32 s 90 | 35 min 25 s 77 | 2 h 00 min 42 s 55 | +2 s 03         |
| Médaille de bronze, Jeux olympiques | Magali Messmer             | Suisse             | 19 min 39 s 38 | 1 h 05 min 40 s 00 | 35 min 49 s 45 | 2 h 01 min 08 s 83 | +28 s 31        |
| 4                                   | Joanna Zeiger              | États-Unis         | 19 min 45 s 58 | 1 h 05 min 38 s 30 | 36 min 01 s 86 | 2 h 01 min 25 s 74 | +45 s 22        |
| 5                                   | Loretta Harrop             | Australie          | 19 min 37 s 98 | 1 h 05 min 40 s 70 | 36 min 24 s 14 | 2 h 01 min 42 s 82 | +1 min 02 s 30  |
| 6                                   | Sheila Taormina            | États-Unis         | 19 min 02 s 78 | 1 h 06 min 24 s 30 | 37 min 18 s 83 | 2 h 02 min 45 s 91 | +2 min 05 s 39  |
| 7                                   | Isabelle Mouthon-Michellys | France             | 19 min 48 s 98 | 1 h 05 min 28 s 50 | 37 min 35 s 93 | 2 h 02 min 53 s 41 | +2 min 12 s 89  |
| 8                                   | Christine Hocq             | France             | 19 min 43 s 78 | 1 h 05 min 33 s 90 | 37 min 44 s 22 | 2 h 03 min 01 s 90 | +2 min 21 s 38  |
| 9                                   | Nicole Hackett             | Australie          | 19 min 41 s 08 | 1 h 05 min 37 s 10 | 37 min 52 s 63 | 2 h 03 min 10 s 81 | +2 min 30 s 29  |
| 10                                  | Nancy Kemp-Arendt          | Luxembourg         | 19 min 42 s 78 | 1 h 05 min 43 s 30 | 37 min 48 s 86 | 2 h 03 min 14 s 94 | +2 min 34 s 42  |
| 11                                  | Sandra Soldan              | Brésil             | 19 min 45 s 28 | 1 h 05 min 41 s 10 | 37 min 53 s 48 | 2 h 03 min 19 s 86 | +2 min 39 s 34  |
| 12                                  | Nina Anissimova            | Russie             | 19 min 47 s 58 | 1 h 05 min 42 s 00 | 37 min 56 s 77 | 2 h 03 min 26 s 35 | +2 min 45 s 83  |
| 13                                  | Jennifer Gutierrez         | États-Unis         | 19 min 44 s 98 | 1 h 05 min 41 s 00 | 38 min 12 s 50 | 2 h 03 min 38 s 48 | +2 min 57 s 96  |
| 14                                  | Kiyomi Niwata              | Japon              | 19 min 46 s 98 | 1 h 05 min 36 s 20 | 38 min 29 s 83 | 2 h 03 min 53 s 01 | +3 min 12 s 49  |
| 15                                  | Stephanie Forrester        | Royaume-Uni        | 21 min 12 s 18 | 1 h 08 min 20 s 90 | 34 min 23 s 03 | 2 h 03 min 56 s 11 | +3 min 15 s 59  |
| 16                                  | Kathleen Smet              | Belgique           | 20 min 54 s 68 | 1 h 06 min 38 s 90 | 36 min 32 s 40 | 2 h 04 min 05 s 98 | +3 min 25 s 46  |
| 17                                  | Akiko Hirao                | Japon              | 20 min 30 s 08 | 1 h 07 min 06 s 10 | 36 min 42 s 52 | 2 h 04 min 18 s 70 | +3 min 38 s 18  |
| 18                                  | Anja Dittmer               | Allemagne          | 20 min 30 s 18 | 1 h 06 min 58 s 30 | 37 min 08 s 40 | 2 h 04 min 36 s 88 | +3 min 56 s 36  |
| 19                                  | Nora Edocseny              | Hongrie            | 20 min 28 s 48 | 1 h 07 min 05 s 30 | 37 min 46 s 25 | 2 h 05 min 20 s 03 | +4 min 39 s 51  |
| 20                                  | Silvia Gemignani           | Italie             | 19 min 46 s 58 | 1 h 07 min 46 s 30 | 37 min 48 s 38 | 2 h 05 min 21 s 26 | +4 min 40 s 74  |
| 21                                  | Joelle Franzmann           | Allemagne          | 19 min 41 s 48 | 1 h 05 min 35 s 60 | 40 min 09 s 88 | 2 h 05 min 26 s 96 | +4 min 46 s 44  |
| 22                                  | Evelyn Williamson          | Nouvelle-Zélande   | 20 min 28 s 08 | 1 h 07 min 01 s 80 | 38 min 08 s 42 | 2 h 05 min 38 s 30 | +4 min 57 s 78  |
| 23                                  | Erika Molnár               | Hongrie            | 21 min 05 s 98 | 1 h 08 min 31 s 11 | 36 min 02 s 41 | 2 h 05 min 39 s 50 | +4 min 58 s 98  |
| 24                                  | Maribel Blanco             | Espagne            | 21 min 15 s 98 | 1 h 08 min 21 s 41 | 37 min 00 s 45 | 2 h 06 min 37 s 84 | +5 min 57 s 32  |
| 25                                  | Wieke Hoogzaad             | Pays-Bas           | 20 min 38 s 38 | 1 h 08 min 57 s 71 | 37 min 09 s 39 | 2 h 06 min 45 s 48 | +6 min 04 s 96  |
| 26                                  | Silvia Pepels              | Pays-Bas           | 20 min 37 s 38 | 1 h 06 min 53 s 90 | 39 min 33 s 73 | 2 h 07 min 05 s 01 | +6 min 24 s 49  |
| 27                                  | Edith Cigana               | Italie             | 20 min 42 s 28 | 1 h 06 min 52 s 10 | 39 min 32 s 43 | 2 h 07 min 06 s 81 | +6 min 26 s 29  |
| 28                                  | Marie Overbye              | Danemark           | 20 min 56 s 08 | 1 h 06 min 41 s 50 | 39 min 39 s 93 | 2 h 07 min 17 s 51 | +6 min 36 s 99  |
| 29                                  | Renata Berková             | République tchèque | 19 min 48 s 78 | 1 h 09 min 49 s 30 | 38 min 30 s 29 | 2 h 08 min 08 s 37 | +7 min 27 s 85  |
| 30                                  | Lizel Moore                | Afrique du Sud     | 21 min 01 s 48 | 1 h 08 min 32 s 90 | 38 min 43 s 81 | 2 h 08 min 18 s 19 | +7 min 37 s 67  |
| 31                                  | Isabelle Turcotte Baird    | Canada             | 20 min 59 s 98 | 1 h 08 min 37 s 10 | 38 min 52 s 41 | 2 h 08 min 29 s 49 | +7 min 48 s 97  |
| 32                                  | Wang Dan                   | Chine              | 20 min 50 s 78 | 1 h 08 min 52 s 20 | 39 min 06 s 12 | 2 h 08 min 49 s 10 | +8 min 08 s 58  |
| 33                                  | Ingrid Van Lubek           | Pays-Bas           | 20 min 54 s 08 | 1 h 08 min 45 s 80 | 39 min 49 s 12 | 2 h 09 min 29 s 00 | +8 min 48 s 48  |
| 34                                  | Iona Wynter                | Jamaïque           | 20 min 53 s 58 | 1 h 08 min 43 s 00 | 40 min 48 s 11 | 2 h 10 min 24 s 69 | +9 min 44 s 17  |
| 35                                  | Béatrice Mouthon           | France             | 21 min 15 s 48 | 1 h 09 min 03 s 90 | 40 min 48 s 70 | 2 h 11 min 08 s 08 | +10 min 27 s 56 |
| 36                                  | Sibylle Matter             | Suisse             | 20 min 36 s 28 | 1 h 12 min 54 s 60 | 39 min 54 s 50 | 2 h 13 min 25 s 38 | +12 min 44 s 86 |
| 37                                  | Maria Morales              | Colombie           | 22 min 44 s 58 | 1 h 12 min 33 s 60 | 38 min 25 s 20 | 2 h 13 min 43 s 38 | +13 min 02 s 86 |
| 38                                  | Sharon Donnelly            | Canada             | 20 min 32 s 48 | 1 h 14 min 41 s 50 | 39 min 21 s 61 | 2 h 14 min 35 s 59 | +13 min 55 s 07 |
| 39                                  | Aniko Gog                  | Hongrie            | 21 min 16 s 18 | 1 h 11 min 41 s 29 | 41 min 53 s 08 | 2 h 14 min 50 s 55 | +14 min 10 s 03 |
| 40                                  | Shi Meng                   | Chine              | 20 min 26 s 18 | 1 h 12 min 42 s 23 | 43 min 32 s 32 | 2 h 16 min 40 s 73 | +16 min 00 s 21 |
|                                     | Mieke Suys                 | Belgique           | 20 min 46 s 08 |                    |                | DNF                |                 |
|                                     | Carol Montgomery           | Canada             | 20 min 33 s 18 |                    |                | DNF                |                 |
|                                     | Mariana Ohata              | Brésil             | 20 min 34 s 28 |                    |                | DNF                |                 |
|                                     | Carla Moreno               | Brésil             | 20 min 36 s 29 |                    |                | DNF                |                 |
|                                     | Karina Fernández           | Costa Rica         | 23 min 53 s 68 |                    |                | DNF                |                 |
|                                     | Haruna Hosoya              | Japon              | 20 min 41 s 98 |                    |                | DNF                |                 |
|                                     | Sian Brice                 | Royaume-Uni        | 20 min 26 s 78 |                    |                | DNF                |                 |
|                                     | Michelle Dillon            | Royaume-Uni        | 21 min 01 s 08 |                    |                | DNF                |                 |